# Donji Cerovljani
Donji Cerovljani is een plaats in de gemeente Hrvatska Dubica in de Kroatische provincie Sisak-Moslavina. De plaats telt 90 inwoners (2001).